# UAE Pro League 2017/18
Die Saison 2017/18 der UAE Pro League war die 44. Spielzeit der höchsten Fußballliga der Vereinigten Arabischen Emirate seit ihrer Gründung im Jahr 1973.
al-Jazira ging als Titelverteidiger ins Rennen, welcher in der Vorsaison die zweite Meisterschaft ihrer Klubgeschichte einfuhren. Als Aufsteiger kamen Ajman und Dubai hinzu, welche sich in der Relegation am 22. April 2017 gegen Fujairah mit 3:2 und Ras Al Khaimah mit 2:0 durchsetzen konnten.
Im Vorfeld der Saison, im Juli 2017 fusionierten al-Ahli, al-Shabab und der Dubai SC um zusammen Shabab al-Ahli-Dubai zu formen. Damit fielen gleich auch zwei Mannschaften aus der Tabelle weg, ein Umstand, der dazu führte, dass es zur nächsten Saison vier Aufsteiger gab.
Neuer Meister wurde al-Ain, welche damit den 13. Meistertitel für sich holen konnten.

## Stadien und Orte
| Klub                 | Stadt          | Stadion                    | Kapazität |
| -------------------- | -------------- | -------------------------- | --------- |
| Ajman                | Ajman          | Ajman Stadium              | 5.537     |
| Al-Ain               | Al-Ain         | Hazza Bin Zayed Stadium    | 22.717    |
| Al-Dhafra            | Madinat Zayed  | Al Dhafra Stadium          | 5.020     |
| Al-Jazira            | Abu Dhabi      | Mohammad Bin Zayed Stadium | 42.056    |
| Al-Nasr              | Dubai          | Al-Maktoum Stadium         | 12.000    |
| Al-Wahda             | Abu Dhabi      | Al Nahyan Stadium          | 12.000    |
| Al-Wasl              | Dubai          | Zabeel Stadium             | 8.439     |
| Dibba Al-Fujairah    | Fujairah       | Fujairah Club Stadium      | 10.645    |
| Emirates             | Ras Al-Khaimah | Emirates Club Stadium      | 5.200     |
| Hatta                | Hatta          | Hamdan Bin Rashid Stadium  | 5.000     |
| Shabab Al Ahli-Dubai | Dubai          | Dubai Club Stadium         | 7.500     |
| Sharjah              | Sharjah        | Sharjah Stadium            | 11.073    |

### Anzahl der Teams pro Emirat
| Rang | Emirate        | Anzahl | Teams                                         |
| ---- | -------------- | ------ | --------------------------------------------- |
| 1    | Dubai          | 4      | Shabab Al Ahli Dubai, Al Nasr, Al Wasl, Hatta |
| 1    | Abu Dhabi      | 4      | Al Ain, Al Dhafra, Al Jazira, Al Wahda        |
| 2    | Sharjah        | 1      | Sharjah                                       |
| 2    | Ajman          | 1      | Ajman                                         |
| 2    | Ras al-Khaimah | 1      | Emirates                                      |
| 2    | Fujairah       | 1      | Dibba Al Fujairah                             |

## Cheftrainer, Kapitäne, Ausstatter und Sponsoren
| Team                 | Cheftrainer           | Kapitän           | Ausstatter | Trikotsponsor                    |
| -------------------- | --------------------- | ----------------- | ---------- | -------------------------------- |
| Ajman                | Ayman Elramady        | Abdullah Malallah | uhlsport   | Ajman Bank                       |
| Al-Ain               | Zoran Mamić           | Omar Abdulrahman  | Nike       | First Gulf Bank                  |
| Al-Dhafra            | Gjoko Hadžievski      | Issam El Adoua    | Adidas     | Adnoc                            |
| Al-Jazira            | Henk ten Cate         | Ali Khasif        | Adidas     | IPIC                             |
| Al-Nasr              | Ivan Jovanović        | Tareq Ahmed       | Nike       | Emirates NBD Dubai Silicon Oasis |
| Al-Wahda             | Laurențiu Reghecampf  | Ismail Matar      | Adidas     | Al-Wahda Mall                    |
| Al-Wasl              | Rodolfo Arruabarrena  | Waheed Ismail     | Macron     | Saif Belhasa Holding             |
| Dibba Al-Fujairah    | Paulo Comelli         | Abdullah Nasser   | uhlsport   | uhlsport                         |
| Emirates             | Nizar Mahrous         | Sebastián Sáez    | uhlsport   | Al Naeem City Center             |
| Hatta                | Abdelmajeed Alzarooni | Mahmoud Hassan    | Macron     | Macron                           |
| Shabab Al-Ahli Dubai | Mahdi Ali             | Majed Naser       | Nike       | Skydive Dubai                    |
| Sharjah              | Abdulaziz Mohamed     | Eisa Ahmed        | Macron     |                                  |

### Trainerwechsel
| Team           | Alter Trainer              | Austrittsdatum   | Grund                 | Tabellenplatz | Neuer Trainer                | Datum der Verpflichtung |
| -------------- | -------------------------- | ---------------- | --------------------- | ------------- | ---------------------------- | ----------------------- |
| Al-Nasr        | Dan Petrescu               | 26. Mai 2017     | Vertragsende          | Vorsaison     | Cesare Prandelli             | 26. Mai 2017            |
| Al-Wahda       | Javier Aguirre             | 31. Mai 2017     | Vertragsende          | Vorsaison     | Laurențiu Reghecampf         | 2. Juni 2017            |
| Hatta          | Gjoko Hadžievski           | 6. Oktober 2017  | Entlassung            | 11.           | Nizar Mahrous                | 6. Oktober 2017         |
| Sharjah        | José Peseiro               | 15. Oktober 2017 | Entlassung            | 11.           | Abdulaziz Mohamed            | 15. Oktober 2017        |
| Emirates       | Ivan Hašek                 | 31. Oktober 2017 | Entlassung            | 10.           | Noureddine Abidi (caretaker) | 1. November 2017        |
| Shabab Al-Ahli | Cosmin Olăroiu             | 2. Dezember 2017 | Vertragsende          | 4.            | Mahdi Ali                    | 2. Dezember 2017        |
| Emirates       | Noureddine Abidi (Interim) | 5. Januar 2018   | Ende der Interimszeit | 11.           | Nour Al Obaidi               | 5. Januar 2018          |
| Al-Dhafra      | Mohammad Kwid              | 13. Januar 2018  | Entlassen             | 12.           | Gjoko Hadžievski             | 13. Januar 2018         |
| Al-Nasr        | Cesare Prandelli           | 19. Januar 2018  | Entlassen             | 4.            | Ivan Jovanović               | 19. Januar 2018         |
| Hatta          | Nizar Mahrous              | 20. April 2018   | Wechsel zu Emirates   | 12.           | Abdelmajeed Alzarooni        | 20. April 2018          |
| Emirates       | Nour Al Obaidi             | 20. April 2018   | Entlassen             | 11.           | Nizar Mahrous                | 20. April 2018          |

## Ausländische Spieler
Im Kader einer Mannschaft dürfen sich nur vier ausländische Spieler befinden, davon darf einer aus einem anderen Land innerhalb der AFC stammen. Es können vier ausländische Spieler während einer Partie eingesetzt werden. Davon muss dann aber zwingend einer aus einem der Länder der AFC stammen.
Spielernamen, die fett geschrieben sind, wurden während der Winter-Transferphase verpflichtet.
| Klub                 | Spieler 1           | Spieler 2          | Spieler 3         | Spieler 4            | Ehemalige Spieler                  |
| -------------------- | ------------------- | ------------------ | ----------------- | -------------------- | ---------------------------------- |
| Al-Ain               | Caio                | Hussein El Shahat  | Marcus Berg       | Tsukasa Shiotani     | Douglas                            |
| Al-Dhafra            | Aílton              | Fernando Viana     | Issam El Adoua    | Igor Sergeev         | Mohannad Abdul-Raheem Adil Hermach |
| Al-Jazira            | Romarinho           | Mbark Boussoufa    | Harib Al-Saadi    | Mohammed Al-Musalami | Lassana Diarra Sardor Rashidov     |
| Al-Nasr              | Marcelo Cirino      | Wanderley          | Abdelaziz Barrada | Joan Oumari          | Mauro Zárate                       |
| Al-Wahda             | Sebastian Tagliabue | Balázs Dzsudzsák   | Mourad Batna      | Rim Chang-woo        |                                    |
| Al-Wasl              | Caio                | Fábio Lima         | Ronaldo Mendes    | Anthony Cáceres      |                                    |
| Ajman                | Adeílson            | Bakare Kone        | Modibo Maïga      | Azizbek Haydarov     |                                    |
| Dibba Al-Fujairah    | Diogo               | Rodolfo            | Driss Fettouhi    | Yaseen Al-Bakhit     | Ciel Alassane Diallo               |
| Emirates             | Sebastián Sáez      | Abdelghani Mouaoui | Youssef Kalfa     | Park Jong-woo        | Sebastián Leto                     |
| Hatta                | Fernando Gabriel    | Samuel             | Adrian Ropotan    | Omar Midani          |                                    |
| Shabab Al-Ahli Dubai | Ante Erceg          | Henrique Luvannor  | Makhete Diop      | Moon Chang-jin       | Tomás De Vincenti Moussa Sow       |
| Sharjah              | Lulinha             | Vander Vieira      | Welliton          | Otabek Shukurov      | Ryan McGowan César Pinares         |

## Tabelle
| Pl. | Verein               | Sp. | S  | U  | N  | Tore    | Diff. | Punkte | Anmerkung                                                                              |
| --- | -------------------- | --- | -- | -- | -- | ------- | ----- | ------ | -------------------------------------------------------------------------------------- |
| 1.  | al-Ain (C)           | 22  | 16 | 5  | 1  | 065:230 | +42   | 53     | Meister / Erste Runde Klub-Weltmeisterschaft 2018 / Gruppenphase Champions League 2019 |
| 2.  | al-Wahda             | 22  | 14 | 4  | 4  | 050:290 | +21   | 46     | Gruppenphase der Champions League 2019                                                 |
| 3.  | Al Wasl              | 22  | 12 | 5  | 5  | 042:270 | +15   | 41     | Gruppenphase der Champions League 2019                                                 |
| 4.  | Al Nasr              | 22  | 11 | 4  | 7  | 030:240 | +6    | 37     | Playoffs der Champions League 2019                                                     |
| 5.  | Shabab Al Ahli Dubai | 22  | 7  | 10 | 5  | 025:180 | +7    | 31     |                                                                                        |
| 6.  | Sharjah              | 22  | 8  | 5  | 9  | 026:300 | −4    | 29     |                                                                                        |
| 7.  | Al Jazira            | 22  | 7  | 7  | 8  | 034:360 | −2    | 28     |                                                                                        |
| 8.  | Ajman                | 22  | 7  | 5  | 10 | 025:360 | −11   | 26     |                                                                                        |
| 9.  | Dibba Al-Fujairah    | 22  | 5  | 6  | 11 | 021:360 | −15   | 21     |                                                                                        |
| 10. | Al Dhafra            | 22  | 4  | 6  | 12 | 024:420 | −18   | 18     |                                                                                        |
| 11. | Emirates (Q)         | 22  | 4  | 5  | 13 | 020:390 | −19   | 17     | Playoffs um den Abstieg                                                                |
| 12. | Hatta (Q)            | 22  | 4  | 4  | 14 | 030:520 | −22   | 16     | Playoffs um den Abstieg                                                                |

Quelle: AGLeague

Regeln für die Sortierung der Tabelle:

1) Punkte; 2) Punkte aus Spielen gegeneinander; 3) Tordifferenz aus Spielen gegeneinander; 4) Geschossene Tore aus Spielen gegeneinander; 5) Geschossene Auswärtstore aus Spielen gegeneinander; 6) Torverhältnis insgesamt; 7) Anzahl der geschossenen Tore; 8) Anzahl der geschossenen Auswärtstore; 9) Fair-Play-Wertung 10) Unentschieden

(C) Meister; (Q) Qualifiziert für Playoffs

## Abstiegs-Playoffs
Da die Saison 2018/19 insgesamt 14 Mannschaften umfassen sollte, stiegen die untersten beiden Mannschaften nicht direkt ab, sondern spielten mit den Mannschaften auf dem 3. und dem 4. Platz in der Zweiten Liga, die beiden verbliebenen Plätze aus.

### Hinspiele
| 9. Mai 2018 | Fujairah     | 2:1 | Hatta | Fujairah Club Stadium, Fujairah |
| 9. Mai 2018 | Spielbericht |     |       | Fujairah Club Stadium, Fujairah |

| 9. Mai 2018 | Al Hamriyah  | 0:0 | Emirates | Al Hamriya Sports Club Stadium, Al Hamriyah |
| 9. Mai 2018 | Spielbericht |     |          | Al Hamriya Sports Club Stadium, Al Hamriyah |

### Rückspiele
| 14. Mai 2018 | Hatta        | 0:1 | Fujairah | Hamdan Bin Rashid Stadium, Hatta |
| 14. Mai 2018 | Spielbericht |     |          | Hamdan Bin Rashid Stadium, Hatta |

Fujairah gewann insgesamt 3:1.
| 14. Mai 2018 | Emirates     | 1:0 | Al Hamriyah | Emirates Club Stadium, Ras Al Khaimah |
| 14. Mai 2018 | Spielbericht |     |             | Emirates Club Stadium, Ras Al Khaimah |

Emirates gewann insgesamt 1:0.